# Stefan Effenberg
Stefan Effenberg, Effe, Tiger , född 2 augusti 1968 i Hamburg i Västtyskland, var en fotbollsspelare, mittfältare.
Effenberg är en av de mest omstridda fotbollsspelarna i Tyskland. Han har blandad framgångsrikt spel med olika dispyter. Bilderna av Effenberg är dock varierande. 
Effenberg skickades hem från VM i fotboll 1994 i USA efter att i ett uppretad tillstånd visat fingret mot den tyska publiken. Han har därefter inte spelat i landslaget, förutom 2 matcher 1998. Effenberg har däremot firat stora triumfer som mittfältsgigant och pådrivare i Bayern München, vilket förordat en comeback i landslaget - som aldrig blivit av.
Effenberg slog igenom i Borussia Mönchengladbach i slutet av 1980-talet innan han gick till storlaget Bayern München. En sejour i italienska Fiorentina följde innan "Effe" kom tillbaka till Tyskland och återigen spel i Mönchengladbach. I Mönchengladbach blev Effenberg åter en av tysk fotbolls främsta mittfältare och ledde laget med bl.a. Patrik Andersson i laget till cuptiteln (DFB-Pokal) 1995. Effenberg gick 1998 till Bayern München där hans roll befästes genom spel i Uefa Champions League. Effenbergs största stund kom 2001 då han som lagkapten spelade en avgörande roll i Champions League-finalen mot Valencia. Effenberg slog in kvitteringen på straff och visade vägen i straffläggningen. 
Effenberg gick sedan till Wolfsburg men flyttade redan efter ett år vidare till Qatar för att avsluta karriären i Al-Arabi. 2005 gjorde Effenberg ett officiellt avslut genom en avslutningsmatch hos Borussia Mönchengladbach.

## Meriter
- A-landskamper: 35 / 5 mål (1991-1998)
- VM i fotboll: 1994
- EM i fotboll: 1992
  - EM-silver 1992
- Tysk mästare: 1999, 2000, 2001
- Tysk cupmästare: 1995, 2000
- Champions League-mästare: 2001